# Pyxichromis orthostoma
Pyxichromis orthostoma és una espècie de peix de la família dels cíclids i de l'ordre dels perciformes.

## Morfologia
- Els mascles poden assolir 9,1 cm de longitud total.[2][3]

## Hàbitat
És una espècie de clima tropical entre 23 °C-27 °C de temperatura.

## Distribució geogràfica
Es troba a Àfrica: llac Salisury.